# Gaio Bruttio Presente (console 246)
Gaio Bruttio Presente (in latino: Gaius Bruttius Praesens; fl. 246) è stato un politico e senatore dell'Impero romano.
Originario della Lucania, Presente era membro della patrizia gens Bruttia; probabilmente suo padre era Gaio Bruttio Presente console nel 217.
Nel 246 Presente resse il consolato.